# CubETH

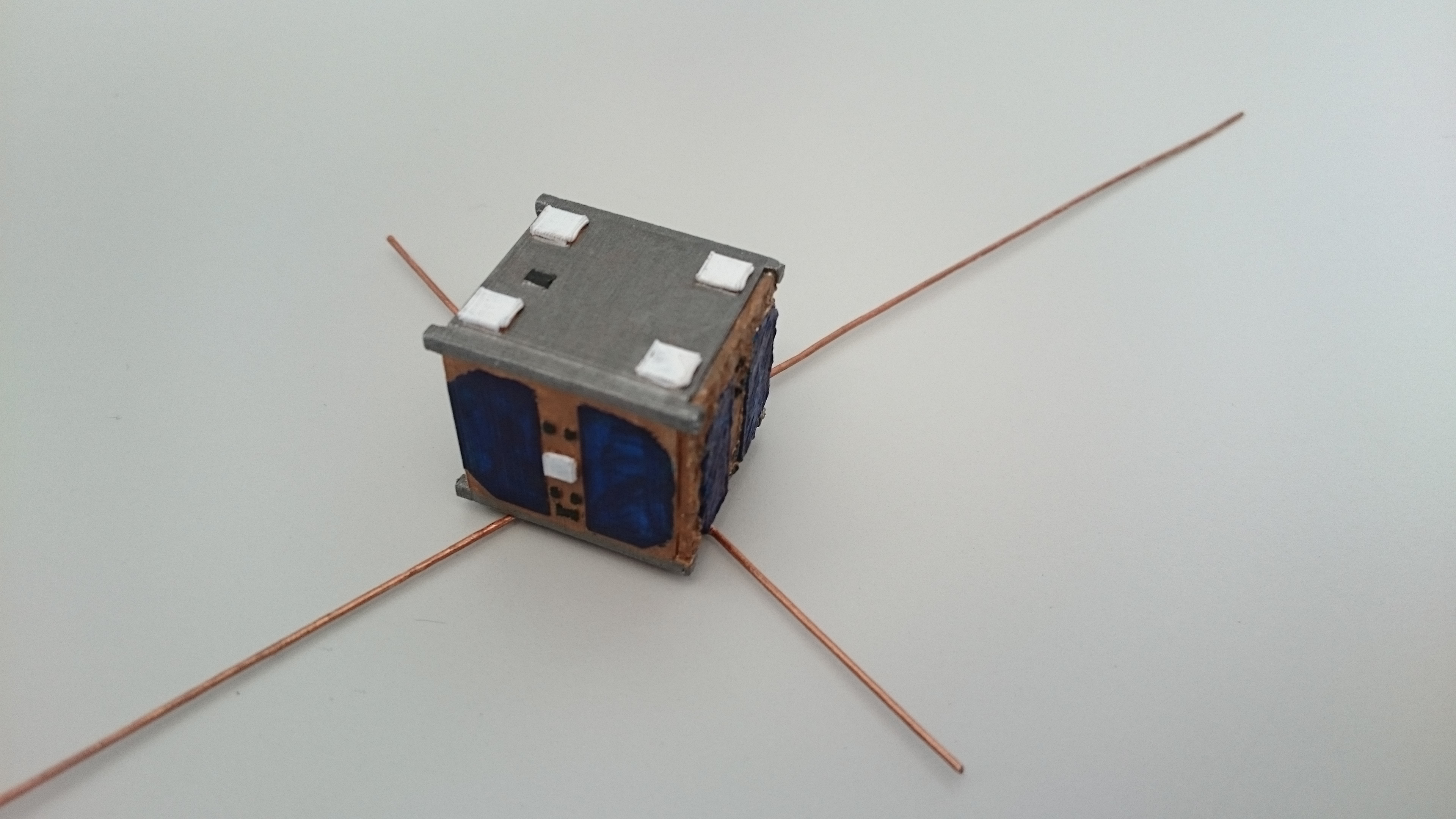
3D-Modell von CubETH. Die GNSS-Antennen sind weiss, die Solarzellen blau. Das Modell wurde mit einem 3D-Drucker im Massstab 1:4 hergestellt.

CubETH ist ein Projekt zur Entwicklung eines Satelliten im Cubesat-Format, das 2014 von verschiedenen Hochschulen in der Schweiz initiiert wurde. Mitgeführte GNSS-Antennen und -Empfänger sollen eine genaue Bestimmung der Flugbahn sowie der Fluglage ermöglichen. Die Besonderheit von CubETH soll in der Nutzung von COTS-Empfängern liegen. Wegen Verzögerungen bei der Entwicklung des CubETH wurde diese Technologie mittlerweile anderweitig erprobt.

## Ziele
CubETH wurde als Technologiedemonstrations-Mission ausgelegt und sollte den Nachweis dafür erbringen, dass COTS-Empfänger für genaue Orbitbestimmung im Weltraum eingesetzt werden können. Dazu wurde ein Modul entwickelt, das die Flugbahn sowie die Fluglage an Bord des Satelliten berechnen und zusammen mit Rohdaten an eine Bodenstation auf der Erde senden soll. Die Auswertung der Rohdaten auf der Erde soll eine erste Kontrolle der korrekten Funktion des Satelliten ermöglichen. Zur unabhängigen Kontrolle soll der Satellit mit SLR-Reflektoren ausgerüstet werden.

## Aufbau
Der Satellitenentwurf entspricht dem Cubesat-Standard und ist damit ein 10 cm × 10 cm × 10 cm grosser Würfel. Auf der Oberseite des Satelliten sind vier GNSS-Antennen vorgesehen. Die Seiten sollen mit Solarpanelen zur Stromgewinnung bestückt werden, wobei eine der Seiten eine fünfte GNSS-Antenne aufnimmt. An der Unterseite soll die Kommunikationsantenne angebracht werden, die für die Verbindung mit der Bodenstation benötigt wird. Im Inneren des Satelliten befände sich die gesamte Bordelektronik, darunter ist auch die eigentliche Nutzlast, die GNSS-Empfänger. Der Entwurf sieht vor, CubETH aus Redundanzgründen mit insgesamt 10 Empfängern des Herstellers u-blox zu bestücken. Diese Empfänger zeichnen sich durch ihre geringe Baugrösse, ihr geringes Gewicht und ihren geringen Stromverbrauch aus. Hingegen sind sie nicht explizit für Weltraumanwendungen zertifiziert.

## Projektpartner
Die Projektleitung ist beim Institut für Geodäsie und Photogrammetrie an der ETH Zürich angesiedelt. Weitere Projektpartner sind die ETH Lausanne, die Hochschule Luzern, die Hochschule für Technik Rapperswil und die Fachhochschule Westschweiz. Zudem beteiligen sich Schweizer Industriepartner am Projekt.

## Status
Wegen Verzögerungen bei der Entwicklung des CubeSAT entschied die ETH, ihr Empfängermodul stattdessen mit Satelliten der Schweizer Firma astrocast zu erproben.